# Pechea
Pechea – wieś w Rumunii, w okręgu Gałacz, w gminie Pechea. W 2011 roku liczyła 10 126 mieszkańców.